# Ков'яги (станція)
Ков'яги — проміжна станція 4 класу Полтавського напрямку. Розташована між платформами Баранове та Мар'їне. Станція розташована у смт. Ков'яги Валківського району. На станції зупиняться усі приміські потяги Полтавського напрямку та деякі пасажирські потяги. Станція відноситься до Сумської дирекції Південної залізниці.
Відстань до станції Харків-Пасажирський — 53,2 км..